# Jun Suzuki (Fußballspieler, 1987)
Jun Suzuki (japanisch 鈴木 淳 Suzuki Jun; * 12. September 1987 in Sagamihara) ist ein ehemaliger japanischer Fußballspieler.

## Karriere
Suzuki erlernte das Fußballspielen in der Schulmannschaft der Shiroyama High School und der Universitätsmannschaft der Kanagawa-Universität. Seinen ersten Vertrag unterschrieb er 2012 beim Tokyo 23 FC. Im Juni 2012 wechselte er zum SC Sagamihara. Am Ende der Saison 2012 stieg der Verein in die Japan Football League auf. Am Ende der Saison 2013 stieg der Verein in die J3 League auf. Für den Verein absolvierte er 38 Ligaspiele. 2015 wechselte er zu Azul Claro Numazu. Für den Verein absolvierte er 44 Ligaspiele. 2018 wechselte er wieder zum Tokyo 23 FC. 2019 wechselte er zu Tegevajaro Miyazaki. Ende 2019 beendete er seine Karriere als Fußballspieler.